# 倒吸
倒吸现象是化学试剂通过导管流入前一个化学仪器的现象。

## 倒吸的原理
由于密闭容器内压强减小（如将气体通入溶解度大的试剂时、冷却加热过的仪器等）,大气压大于内部压强将水压入容器内,形成倒吸。

## 倒吸的危害
- 如果前一个化学仪器正在加热，由于热胀冷缩会使该化学仪器炸裂。
- 污染容器内试剂

## 防倒吸的方法

### 在装置中防倒吸
- 在装置中加安全瓶
- 用倒扣的漏斗吸收气体
- 让导气管十分接近、但不接触水
- 启普发生器及类似装置

### 在步骤上防倒吸
在加热制气并用排水集气或用溶液洗气的实验中，实验结束时，应先取出插在溶液中的导管，后熄灭酒精灯以防倒吸。